# 徐林倩丽
徐林倩丽，中华人民共和国教育部长江学者讲座教授，香港理工大学副校长暨会计学讲座教授、华威大学的荣誉教授，合著有《亚洲金融风暴后时期的东亚公司管治》。
1978年毕业于加拿大英屬哥倫比亞大學，1987年毕业于英國倫敦政治經濟學院研究生，1994年毕业于香港中文大學會計學博士。